# عبد المالك فرج
عبد المالك فرج سياسي مغربي، شغل منصب وزير الصحة العمومية بالمغرب في حكومة البكاي بن مبارك الأولى وحكومة أحمد بلافريج.